# Aidan Gallagher
Aidan Gallagher (* 18. září 2003 Los Angeles, Kalifornie) je americký herec. Jeho první hlavní rolí bylo ztvárnění jednoho ze čtyřčat, Nickyho Harpera, v komediálním seriálu televize Nickelodeon Nicky, Ricky, Dicky a Dawn. V roce 2019 začal ztvárňovat Číslo pět v seriálu streamovací služby Netflix Umbrella Academy, což pro něj představovalo průlomovou roli, která mu přinesla široké uznání.

## Kariéra
Gallagher se poprvé objevil ve svých 10 letech v menší roli v epizodě seriálu Taková moderní rodinka z roku 2013. Hrál také v krátkém filmu You & Me a vyskytl se v pilotním filmu televize CBS Jacked Up, který však nebyl vybrán a do vysílání se nedostal. Poté Gallagher získal jednu z hlavních rolí v seriálu televize Nickelodeon Nicky, Ricky, Dicky a Dawn jako Nicky Harper. Za ni byl v letech 2016 a 2017 nominován na cenu Nickelodeon Kids' Choice Awards v kategorii Oblíbená mužská televizní osobnost. V pořadu vydržel po čtyři sezóny až do jeho ukončení v roce 2018.
V roce 2017 byl Gallagher obsazen do role Číslo pět / Chlapec v superhrdinském seriálu podle komiksové předlohy Umbrella Academy, jehož první řada byla zveřejněna na Netflixu v únoru 2019. Druhá řada seriálu, jejíž produkce probíhala od léta 2019, byla uvedena v červenci 2020 a třetí řada, natáčená od února 2021, byla ohlášena k uvedení v červnu 2022.
Kromě herectví se věnuje také zpěvu. V roce 2019 vydal svou první EP Blue Neon.

## Osobní život
Gallagher se angažuje v oblasti životního prostředí a působil jako mládežnický obhájce pro řadu ekologických organizací, včetně Waterkeeper Alliance, WildAid či Oceanic Preservation Society. V roce 2018 byl jmenován velvyslancem dobré vůle OSN pro Severní Ameriku. Ve svých 14 letech se tak stal historicky nejmladším jmenovaným velvyslancem dobré vůle OSN. Gallagher je od roku 2015 vegan. Gallagher je Žid.

## Filmografie

### Film
| Rok  | Název    | Role        | Poznámky    |
| ---- | -------- | ----------- | ----------- |
| 2013 | You & Me | Mladý David | krátký film |

### Televize
| Rok             | Název                                      | Role                | Poznámky                                    | Ref.        |
| --------------- | ------------------------------------------ | ------------------- | ------------------------------------------- | ----------- |
| 2013            | Taková moderní rodinka                     | Alec                | Díl: „The Wow Factor“; v titulcích neuveden | [ 28 ]      |
| 2013            | Jacked Up                                  | Evan                | Pilotní díl (nevysílaný)                    | [ 8 ] [ 9 ] |
| 2014–2018       | Nicky, Ricky, Dicky a Dawn                 | Nicky               | hlavní postava                              |             |
| 2015            | Nickelodeon's Ho Ho Holiday Special        | Sám                 | televizní film                              |             |
| 2017            | Nickelodeon's Sizzling Summer Camp Special | plážový chlapík     | televizní film; cameo                       |             |
| 2019–současnost | Umbrella Academy                           | Číslo pět / Chlapec | hlavní postava                              |             |

### Videoklipy
| Rok  | Název                   | Umělec/ci                                   | Role         | Ref.   |
| ---- | ----------------------- | ------------------------------------------- | ------------ | ------ |
| 2014 | „We Make That Lemonade“ | obsazení seriálu Nicky, Ricky, Dicky a Dawn | Nicky Harper | [ 29 ] |
| 2019 | „For You“               | Aidan Gallagher                             |              | [ 30 ] |
| 2020 | „I Love You“            | Aidan Gallagher                             |              | [ 31 ] |
| 2020 | „4th of July“           | Aidan Gallagher                             |              | [ 32 ] |

## Diskografie
| Rok  | Album                     | Stopa/y                   | Umělec/ci       |
| ---- | ------------------------- | ------------------------- | --------------- |
| 2019 | Blue Neon (klubová verze) | Blue Neon (klubová verze) | Aidan Gallagher |
| 2019 | Miss You                  | Miss you                  | Aidan Gallagher |
| 2019 | Time For You              | Time For You              | Aidan Gallagher |
| 2020 | I Love You 4 July         | I Love You 4 July         | Aidan Gallagher |

## Ceny a nominace
| Rok  | Cena                | Kategorie                                           | Dílo                                                                               | Výsledek | Ref.   |
| ---- | ------------------- | --------------------------------------------------- | ---------------------------------------------------------------------------------- | -------- | ------ |
| 2016 | Young Artist Awards | Nejlepší mladý soubor obsazený v televizním seriálu | Nicky, Ricky, Dicky a Dawn (společně s Casey Simpson, Lizzy Greene a Mace Coronel) | nominace | [ 33 ] |
| 2016 | Kids' Choice Award  | Oblíbená mužská televizní osobnost                  | Nicky, Ricky, Dicky a Dawn                                                         | nominace | [ 11 ] |
| 2017 | Kids' Choice Award  | Oblíbená mužská televizní osobnost                  | Nicky, Ricky, Dicky a Dawn                                                         | nominace | [ 12 ] |